# ひろしま美術館

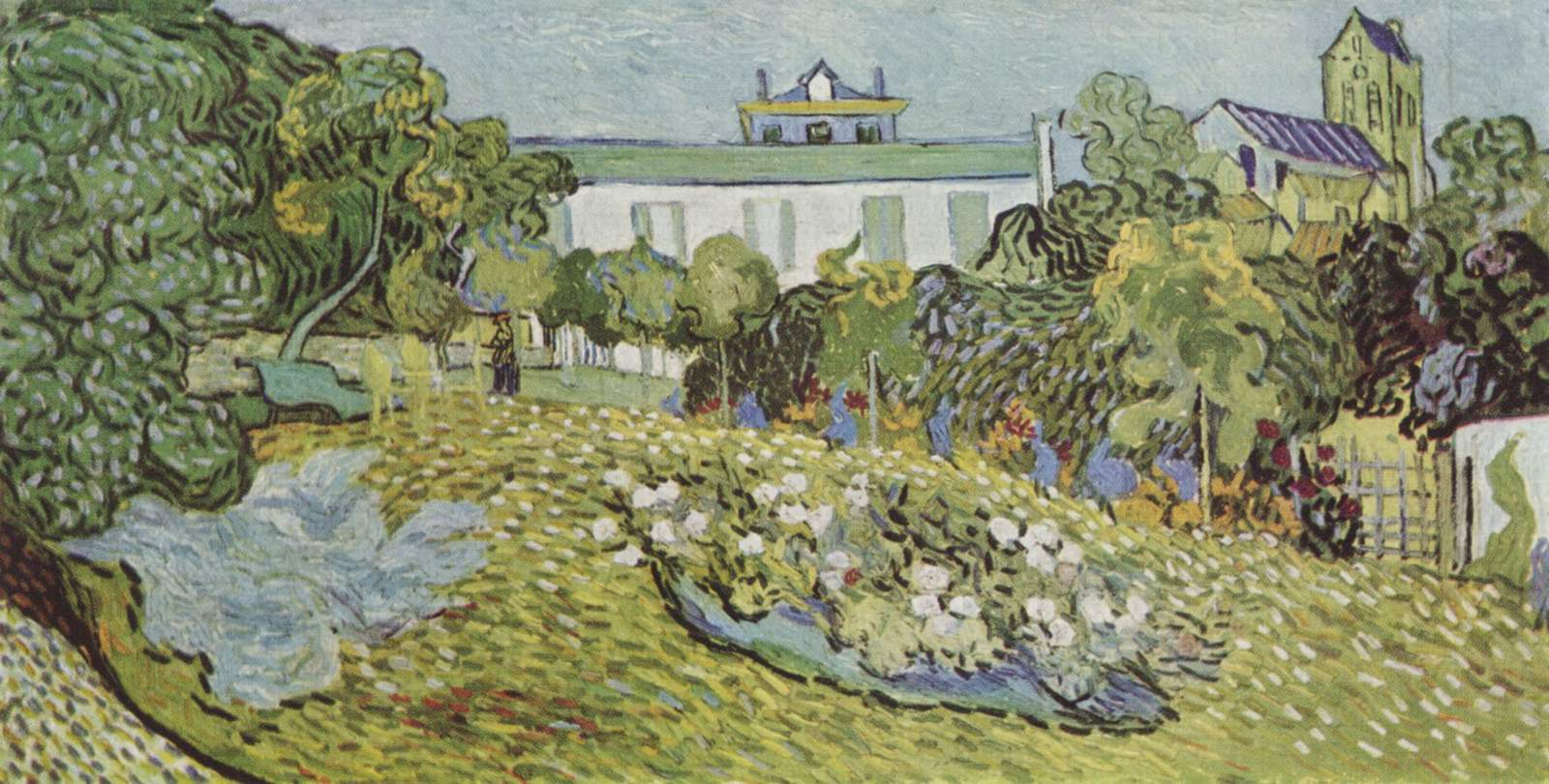
ファン・ゴッホ『ドービニーの庭』（1890年）

ひろしま美術館（ひろしまびじゅつかん）は、広島県広島市中区の広島市中央公園内にある広島県の登録博物館。運営は、公益財団法人ひろしま美術館。

## 概要

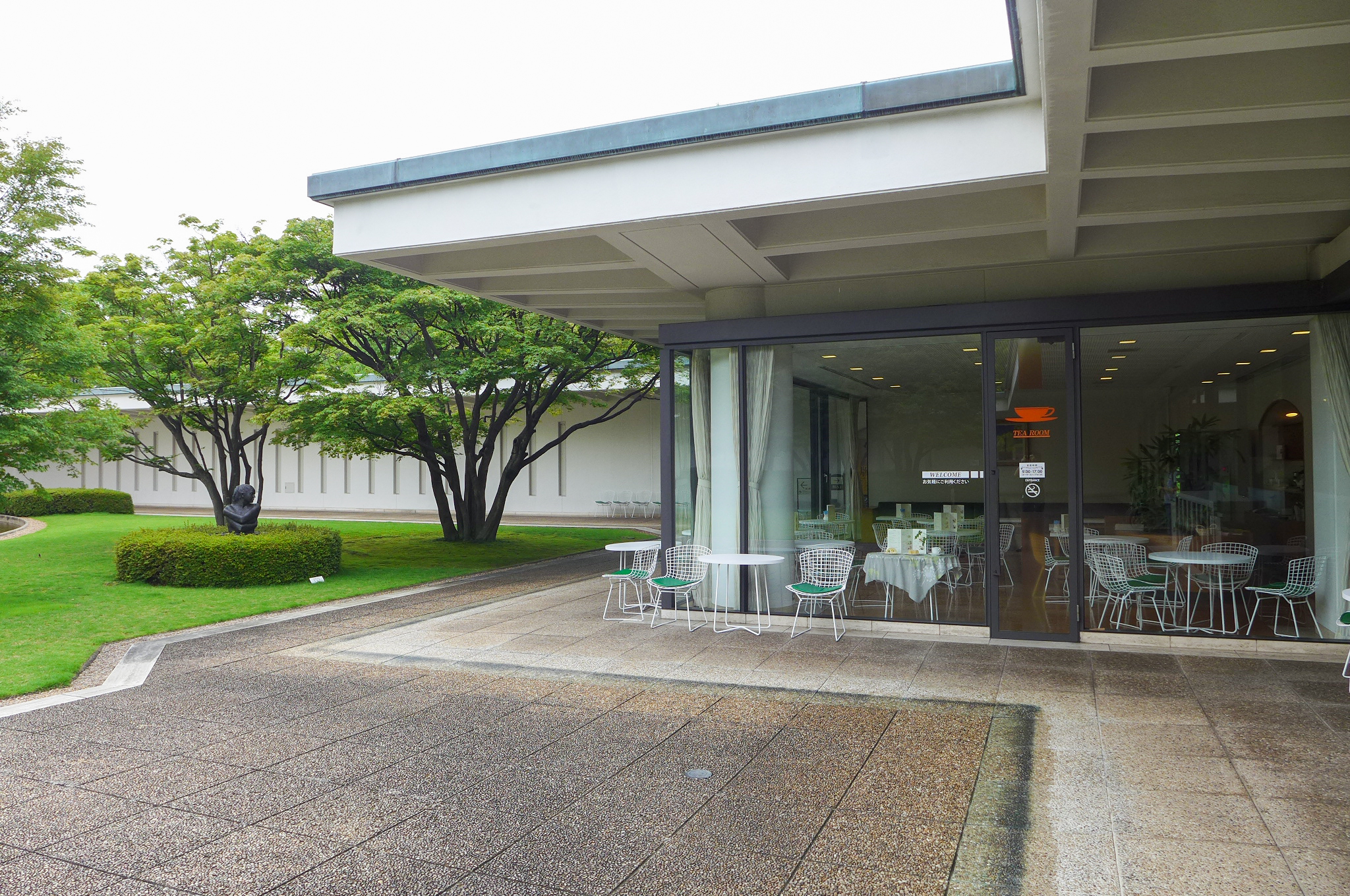
ティールーム

1978年11月3日に、広島銀行の創立100周年を記念して開館した。財団法人ひろしま美術館が運営主体となっている。
フランス印象派を中心に、ゴッホ、ピカソなどの作品も展示。また、日本の近代洋画の秀作も多く収蔵している。
館内にはミュージアムショップ、ティールーム、ライブラリー等が整備されている。
マスコットキャラクターは「ゴッホ君」である。

## 収蔵作品
- 『聖家族』フランチェスコ・クルラーディ 油彩キャンバス 17世紀前半
- 『墓地のアラブ人』ウジェーヌ・ドラクロワ 油彩、キャンバス 1838年
- 『刈り入れ』ジャン＝フランソワ・ミレー パステル、カルトン 1866年-1867年
- 『サン・マメス』アルフレッド・シスレー 油彩、キャンバス 1885年
- 『ドービニーの庭』フィンセント・ファン・ゴッホ 油彩、キャンバス 1890年
- 『浴槽の女』エドガー・ドガ  パステル、カルトン 1891年頃
- 『アリスティド・ブリュアン』アンリ・ド・トゥールーズ＝ロートレック グワッシュ・油彩、紙・キャンバスで裏打ち 1893年
- 『坐る農夫』ポール・セザンヌ 油彩、キャンバス 1897年頃
- 『ポン・ヌフ』カミーユ・ピサロ 油彩、キャンバス 1902年
- 『要塞の眺め』 アンリ・ルソー 油彩、キャンバス 1909年
- 『青いブラウスの婦人像』アメデオ・モディリアーニ 油彩、キャンバス 1910年頃
- 『麦わら帽子の女』ピエール＝オーギュスト・ルノワール 油彩、キャンバス 1915年
- 『四人の水浴する女』パブロ・ピカソ パステル・カルトン 1920年
- 『恋人たちと花束』マルク・シャガール グワッシュ、紙 1930年頃

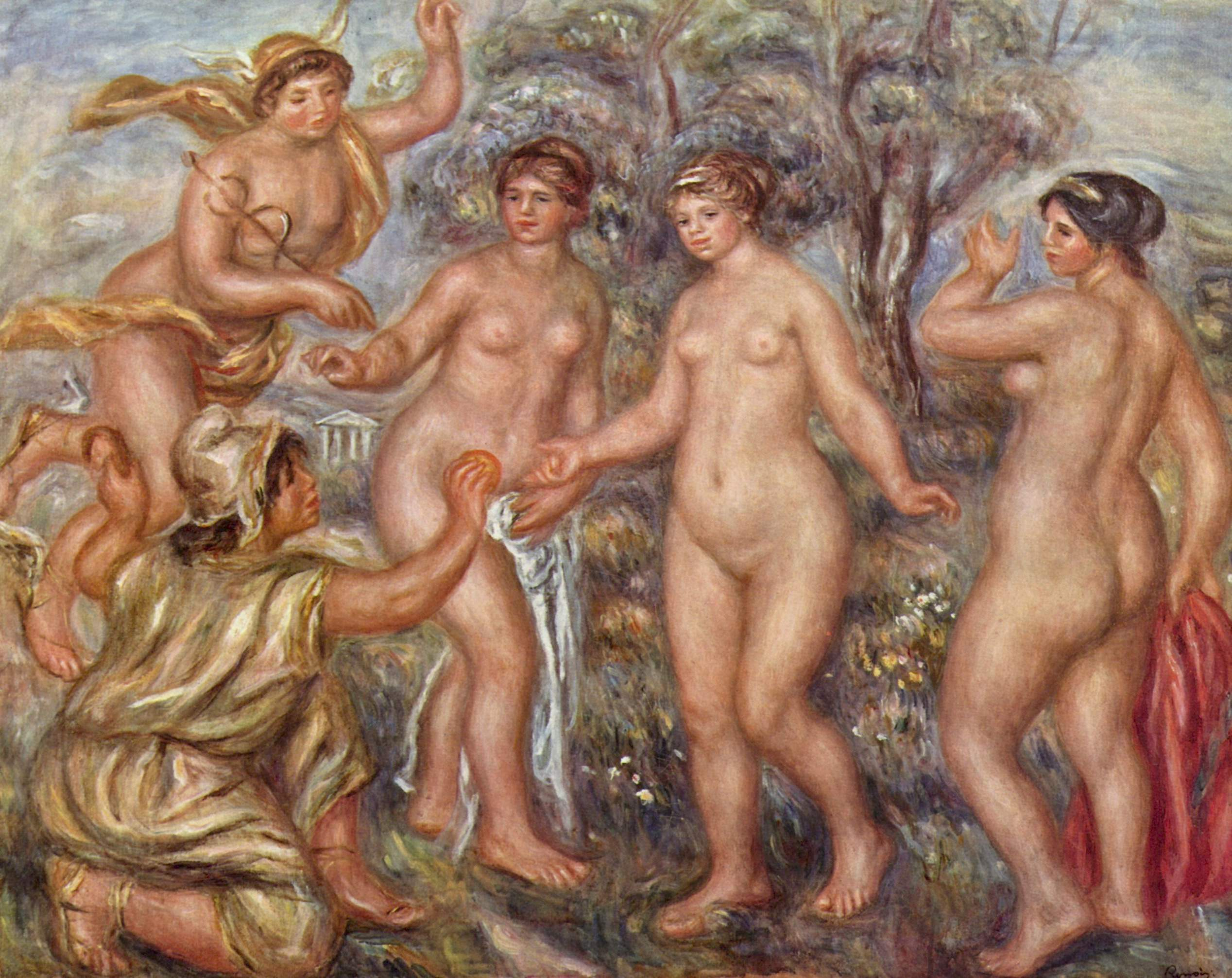
ルノワール『パリスの審判』1913年-1914年
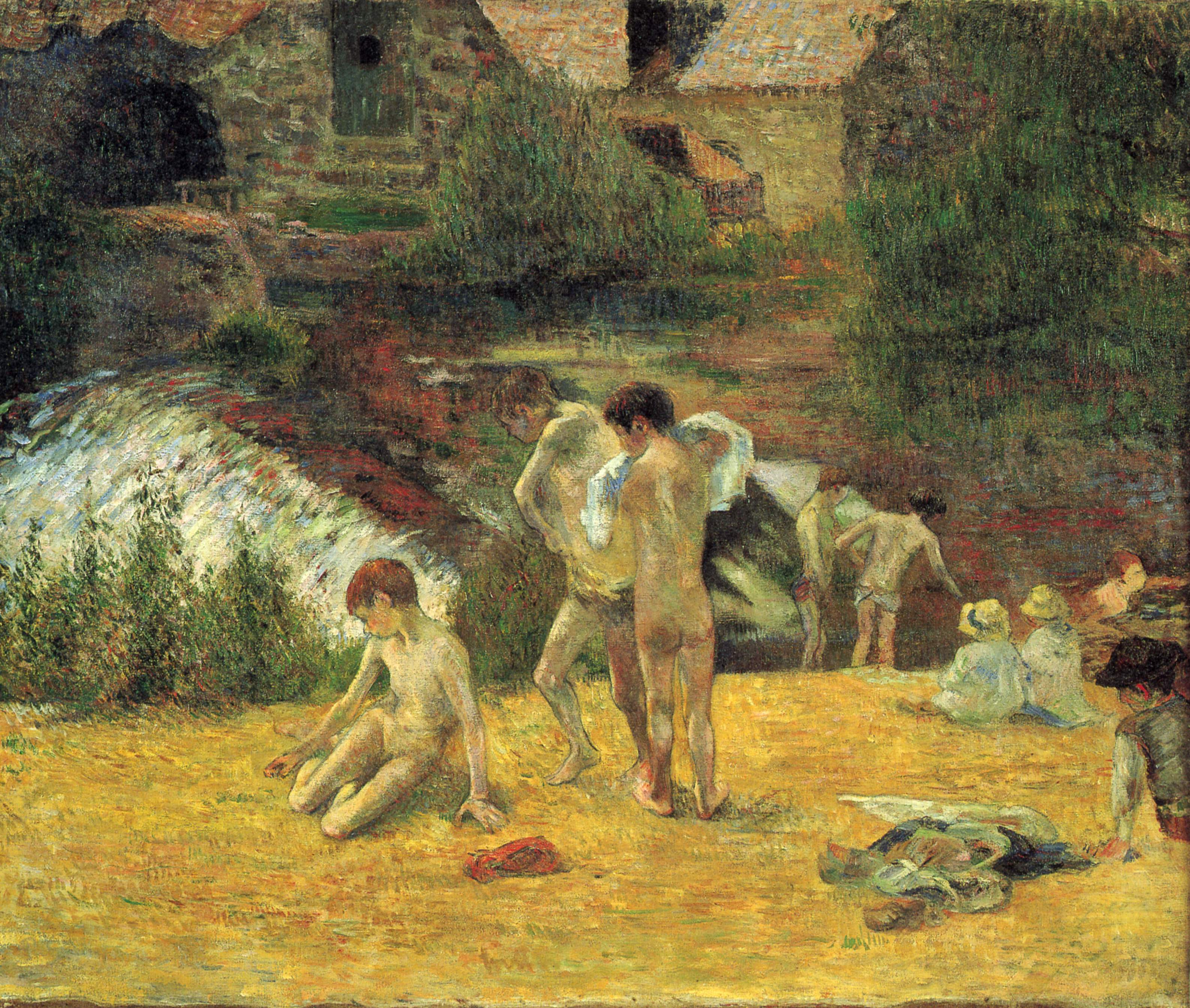
ゴーギャン『ブルターニュの少年の水浴』1886年
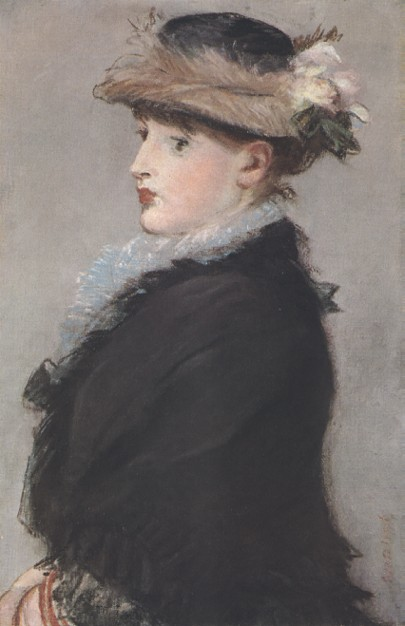
マネ『灰色の羽根帽子の婦人』1882年

## 利用情報

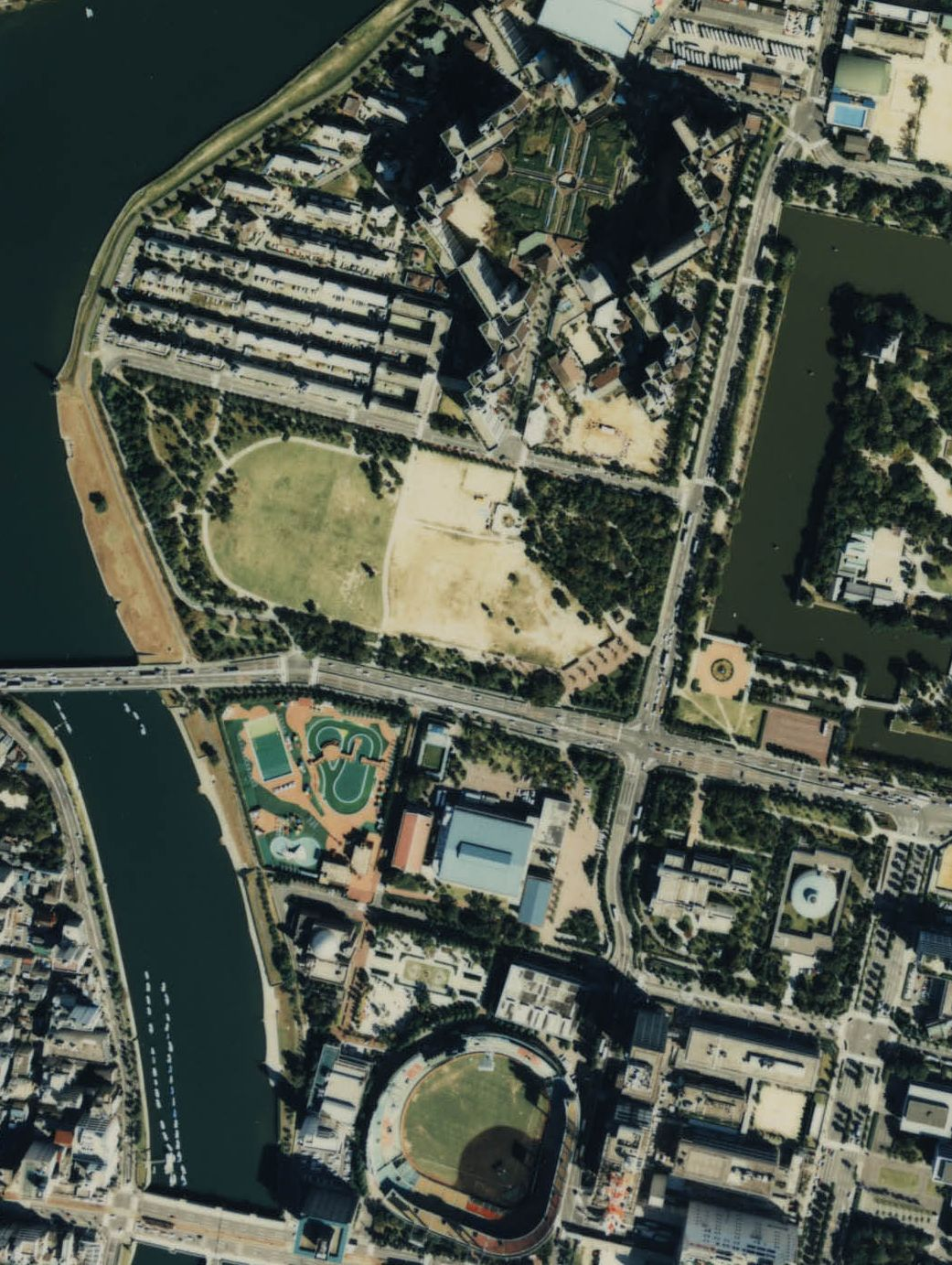
1988年中央公園周辺。中央右やや下の青い丸い屋根の建物が美術館。

- 所在地 - 広島県広島市中区基町3-2

## 交通アクセス
- 広島電鉄 紙屋町東及び紙屋町西より300m

## 最寄りの施設
- リーガロイヤルホテル広島
- 電信電話職員原爆犠牲者慰霊碑
- 広島市立中央図書館
- 広島城
- 旧広島市民球場
- 広島市民病院